# NGC 2270
NGC 2270 – gromada otwarta znajdująca się w gwiazdozbiorze Jednorożca. Odkrył ją William Herschel 26 grudnia 1786 roku. Jest położona w odległości ok. 4,6 tys. lat świetlnych od Słońca.